# Автомагістраль A2 (Бельгія)
Автомагістраль A2 — бельгійська автострада, яка повністю збігається з бельгійською частиною європейського маршруту E314. Вона починається в Левені, на перехресті з A3 / E40 у провінції Фламандський Брабант. Потім вона проходить через провінцію Лімбург, де перетинає A13 / E313 у Люммен. Вона закінчується на з‘єднується з нідерландською A76.

## Зображення

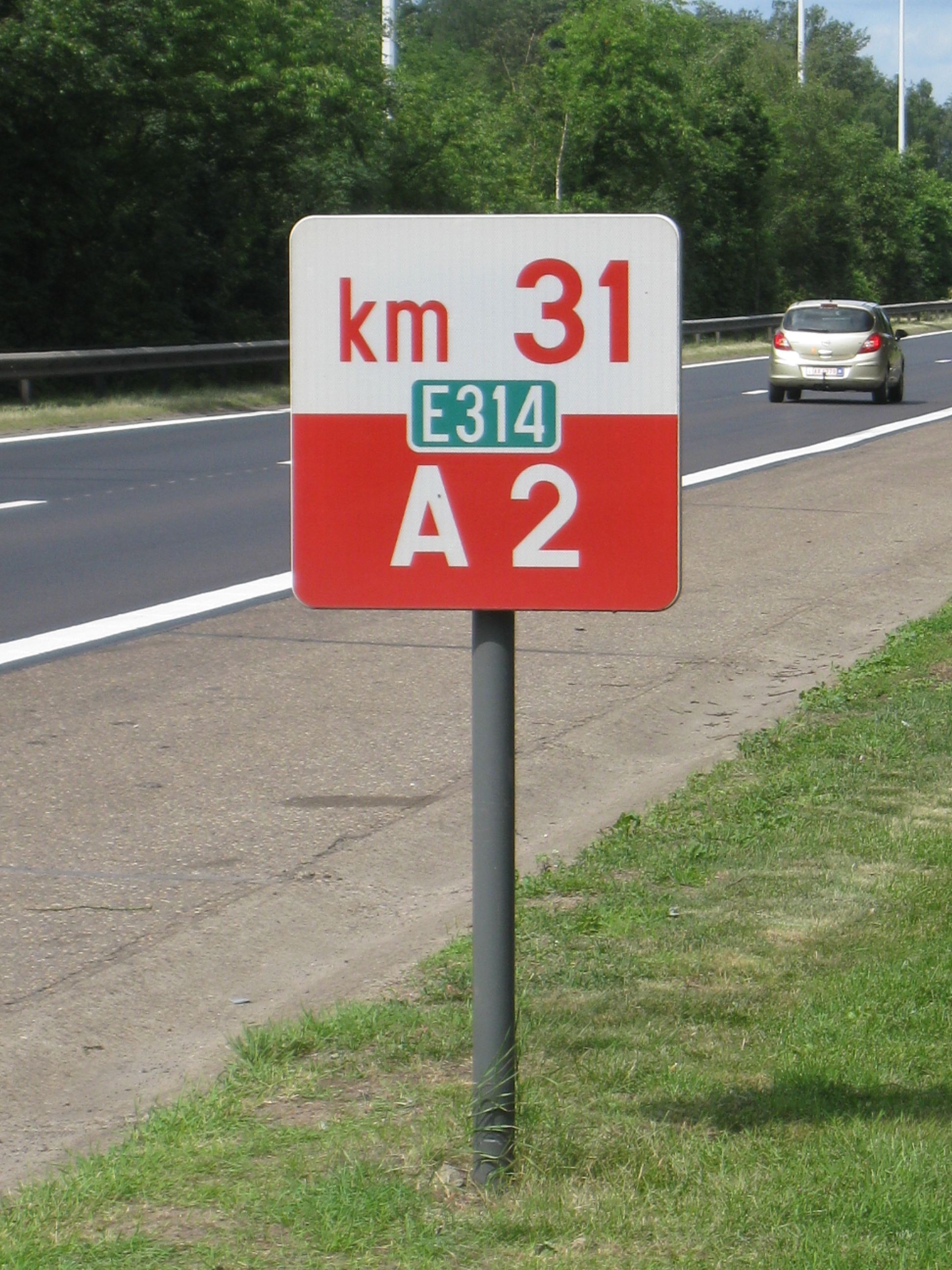
Вказівник на 31-му км магістралі
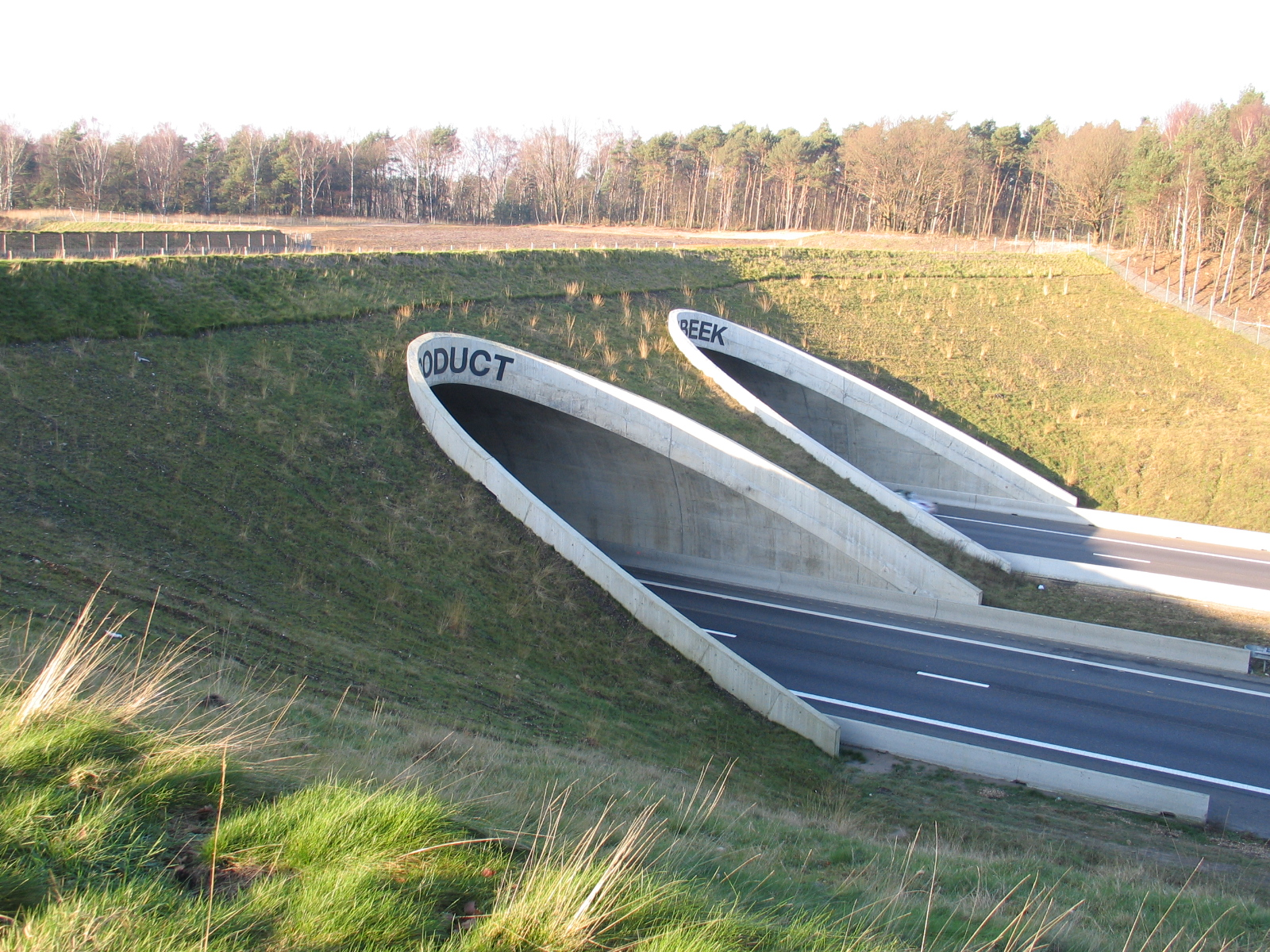
Екодук Кікбек через A2
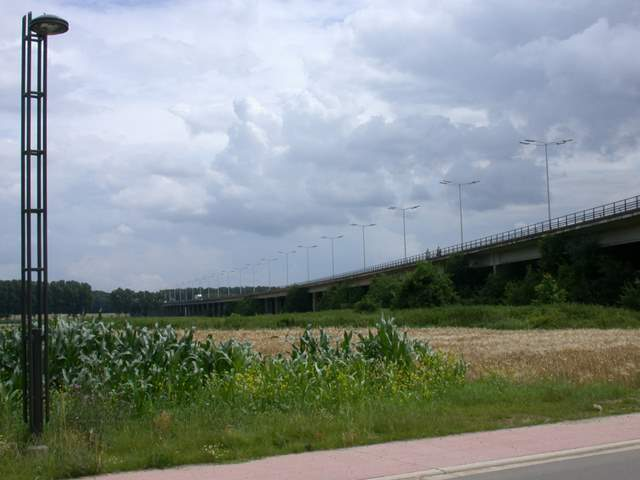
Міст Шарбергбрюг через річку Маас, що з’єднує бельгійську автомагістраль A2 і голландську A76